# ایسه ساداتاکه
ایسه ساداتاکه (به ژاپنی: 伊勢貞丈)؛ ۱۷۸۴ – ۱۷۱۸) یک محقق، هاتاموتو، در نیمه دوره ادو، اهل ژاپن بود.
حادثه آکو یکی از بزرگترین موضوع‌های بحث و جدال در دوره ادو بود. هایاشی هوگو و مورو کیوسو استدلال می‌کردند که آنها یک انتقام موجه انجام دادند و صالح بودند و ایسه ساداتاکه نیز نظریه برحق بودن آنها را مورد تأکید قرار داد و آن را از نظر انسانیت توجیه می‌کرد، در حالی که ساتو نائوکاتا و دیگران با این نظریه مخالفت می‌کردند. در آن زمان نظر دانشمندان درجه یک به شدت با یکدیگر تفاوت داشت.
دانشمند برجسته اوگیو سورای نظر داشت که این رویداد از نظر شخصی وفاداری و از نظر جامعه گناهکاری است و از نظریه عادل و برحق بودن ۴۷ رونین انتقاد کرد. او نظر داد که اگر نظر شخصی موجب آسیب به جامعه شود، نمی‌توان قانون را در جامعه پابرجا نگه داشت.